# Betsy Hassett
Betsy Hassett (Auckland, 4 augustus 1990) is een vrouwelijk internationaal voetballer uit Nieuw-Zeeland. Sinds juli 2016 komt ze uit voor het vrouwenelftal van AFC Ajax. Eerder speelde ze in Duitsland voor Werder Bremen en in Engeland voor Manchester City.
Ze begon op twaalfjarige leeftijd bij de club in haar geboorteplaats, Green Bay Titrangi. 
Ze kwam uit op de Olympische Spelen van 2012 en 2016 en op het Wereldkampioenschap van 2015 en 2019 voor het nationale team van Nieuw-Zeeland.

## Privé
In 2007 werd Hassett eerste op de Nieuw-Zeelandse nationale scholierencompetitie snowboarden.